# 阿兰·西蒙森
阿兰·洛登卡姆·西蒙森 （挪威語：Allan Rodenkam Simonsen，1952年12月15日—）是一名丹麦足球官员、教练及前足球运动员。其最卓越的成就是随德国球队门兴格拉德巴赫赢得了1975年和1979年的欧洲联盟杯冠军，以及随西班牙球队巴塞罗那赢得了1982年的欧洲优胜者杯冠军。他是迄今唯一个在欧洲冠军杯、欧洲联盟杯和欧洲优胜者杯的决赛中都取得入球的球员，并在1977年当选欧洲足球先生。
西蒙森在丹麦国家足球队中共出场55次，并射入20球。期间他还代表丹麦参加了1972年奥运会、1984年欧洲杯和1986年世界杯。2008年11月，他入选丹麦足球名人堂。

## 俱乐部生涯
出生于瓦埃勒的西蒙森最早于瓦埃勒FC（Vejle FC）开始其足球生涯，并在1963年加入了当地顶级俱乐部瓦埃勒BK的青年队。1971年3月24日，他完成了个人的成年组比赛首秀，帮助瓦埃勒BK在主场以3:1击败卡尔斯库加FF。在效力瓦埃勒BK期间，西蒙森随队夺得了1971年和1972年的丹麥足球冠軍，并在1972年加冕联赛及丹麦杯的双冠王。随着他在1972年奥运会的6场足球比赛中射入令人印象深刻的3球后，西蒙森转投职业化程度更高的德甲，加盟联赛卫冕冠军门兴格拉德巴赫。

### 门兴格拉德巴赫
在效力门兴格拉德巴赫的前两个赛季中，西蒙森的表现未如理想，他总共获得了17次出场机会，仅射入2球。但他仍是球队夺得1973年德国杯冠军的一份子。1974-75赛季开始后，西蒙森正式进入首发阵容，他参加了该赛季的全部34场联赛、射入18球，并帮助球队夺得德甲冠军。在1974-75赛季的欧洲联盟杯中，西蒙森同样参与了全部12场比赛，并射入10球，当中包括在球队以5:1战胜特温特的决赛中射入的2球。在随后一个赛季，西蒙森又在德甲中射入16球帮助门兴格拉德巴赫在1976年蝉联了德甲冠军；而在同一个赛季的欧战中，他在6场欧洲冠军杯比赛中射入4球，球队却因作客入球優惠制于四分之一决赛被西班牙球队皇家马德里淘汰。
1977年是西蒙森职业生涯中最为辉煌的一个赛季。此前他先是以12个入球帮助门兴格拉德巴赫在1975-76赛季实现联赛三连冠，接着又在1976-77赛季协助球队进入欧洲冠军杯决赛。尽管西蒙森在决赛中取得一记强劲的远射入球，但球队仍以1:3不敌英格兰球队利物浦，无缘欧洲俱乐部的最高荣誉。随后他被评为1977年的欧洲足球先生，成为首位获此殊荣的丹麦人。该奖项的争夺极为激烈，当时西蒙森仅以领先竞争者英格兰中场凯文·基冈3分、领先法国中场米歇尔·普拉蒂尼4分的微弱优势最终当选。值得一提的是，西蒙森的祖国丹麦在1970年代并非顶级足球强国，而就是这样一名出生在丹麦小镇上的球员，却在国际赛场上留下了诸多令人难忘的表现。 
此后的两个赛季，西蒙斯继续保持高产的入球，门兴格拉德巴赫则分别获得了联赛亚军和联赛第八。1979年，他随门兴格拉德巴赫再度夺得欧洲联盟杯，并在8场比赛中打入8球。其中在以2:1战胜贝尔格莱德红星的联盟杯决赛中，他更是射入了致胜球。巴塞罗那于1978年便已向西蒙森发出邀约，但门兴格拉德巴赫拒绝放人。于是西蒙森不再与球队续约，在1979年合同期满后拒绝了汉堡、尤文图斯和几支阿拉伯球队的报价，选择加盟巴塞罗那。

### 巴塞罗那
西蒙森在巴塞罗那度过了三个成功的赛季。在首个赛季中，西蒙森以32场入10球成为队内最佳射手，球队则在1979-80赛季中名列第四。随后一个赛季巴塞罗那购入了一些新球员，尽管夺得了1981年的西班牙国王杯，但在当季的联赛中仅获第五。西蒙森则以10个入球排在新队友奎尼（20球）和伯恩德·舒斯特尔（11球）之后成为队内第三射手。1981-82赛季，西蒙森成为继奎尼之后的队内第二射手，并帮助巴塞罗那获得西甲亚军；同时他还帮助球队进入了欧洲优胜者杯决赛。决赛中，巴塞罗那正是凭借西蒙森1粒决定胜局的头球破门，以2:1战胜标准列日并捧得奖杯
。

### 查尔顿
在巴塞罗那于1982年签入迭戈·马拉多纳后，因受到西甲联赛的外援限制，西蒙森必须与马拉多纳及舒斯特尔竞争每场比赛的两个外籍球员首发名额。西蒙森将这视作对个人的侮辱，并要求同巴塞罗那立即解除合同。1982年10月，他令人震惊的以30万英镑转会至当时仍处于英格兰第二级别联赛的查尔顿竞技。他拒绝了来自皇家马德里和托特纳姆热刺的报价，为的是能在一支压力及关注皆较少的球队作赛。尽管他为查尔顿在三个月内出场16次并攻入9球，但球队仍因无法负担其巨额工资而被迫将其出售。西蒙森接着在1983年选择回到他童年时的母队瓦埃勒BK。

### 瓦埃勒BK

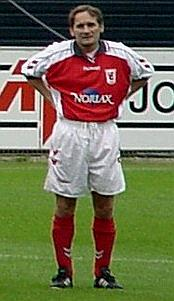
身穿瓦埃勒BK球衣的西蒙森（2000年）

由于受到在1984年欧洲杯造成的伤势影响，西蒙森错过了瓦埃勒BK在1984年下半年的全部比赛，但球队仍在他缺席的情况下获得了当年的丹麦足球冠军。当他伤愈复出重返丹麦足球甲级联赛后，球队再也未能达到此前的成就。西蒙森遂于1989年以37岁的年龄退役，并在当年11月代表瓦埃勒BK出战了自己的最后一场职业比赛。在瓦埃勒BK效力期间，他总共为球队出场282次，射入104球，其中包括在联赛中的208场比赛及89球。

## 国家队生涯
西蒙森最早由主教练鲁迪·斯特里蒂希召入丹麦国家队，并在1972年7月对阵冰岛的友谊赛上首次亮相。他在比赛中攻入2球，帮助丹麦以5:2获胜，并因此入选了丹麦国奥队得以参加1972年奥运会。在奥运会上，他在前三场比赛中取得3个入球，帮助丹麦在第一阶段小组赛中提前晋级。进入第二阶段小组赛后，西蒙森因体能消耗过大而于后三场比赛中被两次在半场换下，丹麦也最终被淘汰出局。
在塞普·皮昂特克接任国家队主教练后，西蒙森成为丹麦在1984年欧洲杯预选赛中的一名关键球员。在1983年9月丹麦与英格兰在温布利球场碰面之前，丹麦只领先同组第二名英格兰1分。西蒙森在这场比赛中射入了丹麦足球历史上最为重要的进球之一，因为他面对英格兰门将彼德·希尔顿时将1个点球罚入。最终使得丹麦以1:0获胜，继1972年奥运会后再度跻身国际大赛，也是自1964年以来首次晋级欧洲杯决赛圈。这实际上也扼杀了英格兰入围欧洲杯决赛圈的希望。随后在1983年欧洲足球先生的评选中，西蒙森获第三名。
1984年欧洲杯决赛圈对西蒙森而言只是个短暂的经历。在丹麦首场对阵法国的比赛中他与对方球员伊冯·勒鲁在一次对抗中摔断腿，从而缺席了丹麦此后的全部比赛。即便如此，丹麦仍然进入了半决赛。西蒙森作为球队的主力球员直至1986年世界杯，这也是丹麦首度参加世界杯。然而在这届赛事他仅在与联邦德国的比赛中获得唯一一次替补出场的机会，因阵中的年轻球员已逐渐取代他的位置。1986年9月，丹麦对阵西德的比赛成为他在国家队的告别演出，从此正式结束国家队生涯。
根据丹麦足球协会的数据，西蒙森共代表丹麦国家足球队上阵55次，射入20球。然而也有一些统计数据显示为56场21球，这是包含了1981年2月的一场慈善比赛。该比赛是为伊尔皮尼亚地震中的灾民筹款，由意大利对阵欧洲联队。西蒙森代表欧洲联队在开场不久后便攻入1球，随后于半场被换下，最终欧洲联队以3:0取胜。

## 主教练及官员生涯
退役后，西蒙森于1991年至1994年担任其老东家瓦埃勒BK的主教练。在他执教期间，瓦埃勒从新成立的丹麦足球超级联赛降级至已沦为第二级别联赛的丹麦足球甲级联赛。随后在1994至2004年的10年间他曾分别担任法罗群岛和卢森堡的主教练。
2011年，西蒙森就任丹麦足球甲级联赛球队腓特烈西亚的总经理。当腓特烈西亚在2013年4月8日解雇原主帅托马斯·托马斯贝格（Thomas Thomasberg）后，西蒙森又接掌球队成为看守主教练。

## 荣誉
球會
- 丹麦足球冠军：1971年、1972年及1984年随瓦埃勒BK
- 丹麦杯：1972年随瓦埃勒BK
- 德国杯：1973年随门兴格拉德巴赫
- 德国足球冠军：1975年、1976年及1977年随门兴格拉德巴赫
- 西班牙国王杯：1981年随巴塞罗那
- 欧洲联盟杯：1975年及1979年随门兴格拉德巴赫
- 欧洲优胜者杯：1982年随巴塞罗那

個人
- 欧洲足球先生：1977年
- 丹麥足球名人堂 (2008年)[18]

### 国家队入球
以下为西蒙森代表丹麦上阵所取得的入球及比分：
| #   | 日期           | 地点                           | 对手       | 入球 | 赛果 | 赛事               |
| --- | -------------- | ------------------------------ | ---------- | ---- | ---- | ------------------ |
| 1.  | 1972年7月3日   | 冰岛雷克雅未克，劳加达斯体育场 | 冰島       | 2–2  | 5–2  | 友谊赛             |
| 2.  | 1972年7月3日   | 冰岛雷克雅未克，劳加达斯体育场 | 冰島       | 4–2  | 5–2  | 友谊赛             |
| 3.  | 1972年8月27日  | 德国帕紹，三河体育场           | 巴西       | 1–0  | 3–2  | 1972年奥运会       |
| 4.  | 1972年8月27日  | 德国帕紹，三河体育场           | 巴西       | 3–2  | 3–2  | 1972年奥运会       |
| 5.  | 1972年8月29日  | 德国奥格斯堡，罗森瑙体育场     | 伊朗       | 2–0  | 4–0  | 1972年奥运会       |
| 6.  | 1974年9月3日   | 丹麦哥本哈根，哥本哈根体育公园 | 印度尼西亞 | 4–0  | 9–0  | 友谊赛             |
| 7.  | 1976年5月23日  | 塞浦路斯利马索尔，希雷奥体育场 | 賽普勒斯   | 1–1  | 5–1  | 1978年世界杯外围赛 |
| 8.  | 1977年5月1日   | 丹麦哥本哈根，哥本哈根体育公园 | 波蘭       | 1–1  | 1–2  | 1978年世界杯外围赛 |
| 9.  | 1977年6月15日  | 丹麦哥本哈根，哥本哈根体育公园 | 瑞典       | 2–1  | 2–1  | 北欧冠军赛         |
| 10. | 1978年9月20日  | 丹麦哥本哈根，哥本哈根体育公园 | 英格兰     | 1–2  | 3–4  | 1980年欧洲杯外围赛 |
| 11. | 1979年6月6日   | 丹麦哥本哈根，哥本哈根体育公园 | 北爱尔兰   | 3–0  | 4–0  | 1980年欧洲杯外围赛 |
| 12. | 1980年5月21日  | 丹麦哥本哈根，哥本哈根体育公园 | 西班牙     | 1–1  | 2–2  | 友谊赛             |
| 13. | 1980年11月19日 | 丹麦哥本哈根，哥本哈根体育公园 | 盧森堡     | 4–0  | 4–0  | 1982年世界杯外围赛 |
| 14. | 1981年4月15日  | 丹麦哥本哈根，哥本哈根体育公园 | 羅馬尼亞   | 1–1  | 2–1  | 友谊赛             |
| 15. | 1981年8月26日  | 丹麦哥本哈根，哥本哈根体育公园 | 冰島       | 2–0  | 3–0  | 友谊赛             |
| 16. | 1981年8月26日  | 丹麦哥本哈根，哥本哈根体育公园 | 冰島       | 3–0  | 3–0  | 友谊赛             |
| 17. | 1983年6月1日   | 丹麦哥本哈根，哥本哈根体育公园 | 匈牙利     | 3–1  | 3–1  | 1984年欧洲杯外围赛 |
| 18. | 1983年9月21日  | 英国伦敦，温布利球场           | 英格兰     | 1–0  | 1–0  | 1984年欧洲杯外围赛 |
| 19. | 1983年10月12日 | 丹麦哥本哈根，哥本哈根体育公园 | 盧森堡     | 4–0  | 6–0  | 1984年欧洲杯外围赛 |
| 20. | 1983年11月16日 | 希腊雅典，雅典奥林匹克体育场   | 希腊       | 2–0  | 2–0  | 1984年欧洲杯外围赛 |